# Nagrody Saturn 2007
34. ceremonia rozdania nagród Saturna odbyła się 24 czerwca 2008 roku. Nominacje do nagród zostały ogłoszone 22 lutego. Gala odbyła się w Universal City w stanie Kalifornia a poprowadzona została przez meksykańskiego dziennikarza telewizyjnego Roberta Holguina.
Najwięcej nominacji, 10, uzyskał film Zacka Snydera 300. Następne okazały się filmy Harry Potter i Zakon Feniksa w reżyserii Davida Yatesa (9 nominacji) oraz Sweeney Todd: Demoniczny golibroda z Fleet Street Tima Burtona (8 nominacji). Najwięcej nominacji otrzymała wytwórnia Warner Bros. z wynikiem 23 nominacji. Za nią uplasował się Paramount Pictures, Buena Vista i Sony Pictures uzyskując kolejno 22, 10 oraz 9 nominacji.
W kategorii seriali telewizyjnych 7, a zarazem najwięcej nominacji uzyskał serial ABC Zagubieni. Za nim znalazła się produkcja Showtime – Dexter oraz NBC – Herosi (kolejno 5 i 4 nominacje).

## Nominacje filmowe

### Najlepszy film science fiction
- Projekt: Monster
- Fantastyczna Czwórka: Narodziny Srebrnego Surfera
- Jestem legendą
- Mimzy: mapa czasu
- W stronę słońca
- Transformers

### Najlepszy film fantasy
- Zaczarowana
- Złoty kompas
- Harry Potter i Zakon Feniksa
- Piraci z Karaibów: Na krańcu świata
- Spider-Man 3
- Gwiezdny pył

### Najlepszy horror
- Sweeney Todd: Demoniczny golibroda z Fleet Street
- 30 dni mroku
- 1408
- Ghost Rider
- Grindhouse
- Mgła

### Najlepszy film akcji/przygodowy/thriller
- 300
- 3:10 do Yumy
- Ultimatum Bourne’a
- Szklana pułapka 4.0
- To nie jest kraj dla starych ludzi
- Aż poleje się krew
- Zodiak

### Najlepszy aktor
- Will Smith – Jestem legendą
- Gerard Butler – 300
- John Cusack – 1408
- Daniel Day-Lewis – Aż poleje się krew
- Johnny Depp – Sweeney Todd: Demoniczny golibroda z Fleet Street
- Viggo Mortensen – Wschodnie obietnice

### Najlepsza aktorka
- Amy Adams – Zaczarowana
- Ashley Judd – Fobia
- Helena Bonham Carter – Sweeney Todd: Demoniczny golibroda z Fleet Street
- Naomi Watts – Wschodnie obietnice
- Belén Rueda – Sierociniec
- Carice van Houten – Czarna księga

### Najlepszy aktor drugoplanowy
- Javier Bardem – To nie jest kraj dla starych ludzi
- Ben Foster – 3:10 do Yumy
- James Franco – Spider-Man 3
- Justin Long – Szklana pułapka 4.0
- Alan Rickman – Sweeney Todd: Demoniczny golibroda z Fleet Street
- David Wenham – 300

### Najlepsza aktorka drugoplanowa
- Marcia Gay Harden – Mgła
- Lizzy Caplan – Projekt: Monster
- Lena Headey – 300
- Rose McGowan – Grindhouse: Planet Terror
- Michelle Pfeiffer – Gwiezdny pył
- Imelda Staunton – Harry Potter i Zakon Feniksa

### Najlepszy młody aktor/aktorka
- Freddie Highmore – Cudowne dziecko
- Alex Etel – Koń wodny: Legenda głębin
- Josh Hutcherson – Most do Terabithii
- Daniel Radcliffe – Harry Potter i Zakon Feniksa
- Dakota Blue Richards – Złoty kompas
- Rhiannon Leigh Wryn – Mimzy: mapa czasu

### Najlepszy reżyser
- Zack Snyder – 300
- Tim Burton – Sweeney Todd: Demoniczny golibroda z Fleet Street
- Frank Darabont – Mgła
- Paul Greengrass – Ultimatum Bourne’a
- Sam Raimi – Spider-Man 3
- David Yates – Harry Potter i Zakon Feniksa

### Najlepszy scenarzysta
- Brad Bird – Ratatuj
- Roger Avary i Neil Gaiman – Beowulf
- Joel i Ethan Coenowie – To nie jest kraj dla starych ludzi
- Michael Goldenberg – Harry Potter i Zakon Feniksa
- Michael Gordon, Zack Snyder i Kurt Johnstad – 300
- John Logan – Sweeney Todd: Demoniczny golibroda z Fleet Street

### Najlepsza muzyka
- Alan Menken – Zaczarowana
- Tyler Bates – 300
- Jonny Greenwood – Aż poleje się krew
- Nicholas Hooper – Harry Potter i Zakon Feniksa
- Mark Mancina – Cudowne dziecko
- John Powell – Ultimatum Bourne’a

### Najlepsze kostiumy
- Colleen Atwood – Sweeney Todd: Demoniczny golibroda z Fleet Street
- Ruth Myers – Złoty kompas
- Penny Rose – Piraci z Karaibów: Na krańcu świata
- Sammy Sheldon – Gwiezdny pył
- Jany Temime – Harry Potter i Zakon Feniksa
- Michael Wilkinson – 300

### Najlepsza charakteryzacja
- Ve Neill, Martin Samuel – Piraci z Karaibów: Na krańcu świata
- Howard Berger, Gregory Nicotero, Jake Garber – Grindhouse: Planet Terror
- Nick Dudman, Amanda Knight – Harry Potter i Zakon Feniksa
- Davina Lamont, Gino Acevedo – 30 dni mroku
- Peter Owen, Ivana Primorac – Sweeney Todd: Demoniczny golibroda z Fleet Street
- Shaun Smith, Mark Rappaport, Scott Wheeler – 300

### Najlepsze efekty specjalne
- Scott Farrar, Scott Benza, Russell Earl, John Frazier – Transformers
- Tim Burke, John Richardson, Paul J. Franklin, Greg Butler – Harry Potter i Zakon Feniksa
- Michael L. Fink, Bill Westenhofer, Ben Morris, Trevor Wood – Złoty kompas
- John Knoll, Hal T. Hickel, Charles Gibson, John Frazier – Piraci z Karaibów: Na krańcu świata
- Scott Stokdyk, Peter Nofz, Spencer Cook, John Frazier – Spider-Man 3
- Chris Watts, Grant Freckelton, Derek Wentworth, Daniel Leduc – 300

### Najlepszy film międzynarodowy
- Wschodnie obietnice
- Czarna księga
- Straż dzienna
- Duchy Goi
- Sierociniec
- Pojedynek

### Najlepszy film animowany
- Ratatuj
- Beowulf
- Rodzinka Robinsonów
- Shrek Trzeci
- Simpsonowie: Wersja kinowa
- Na fali

## Nominacje telewizyjne

### Najlepszy serial telewizyjny
- Zagubieni
- Herosi
- Gdzie pachną stokrotki
- Terminator: Kroniki Sary Connor
- Journeyman – podróżnik w czasie
- Nie z tego świata

### Najlepszy serial w telewizji kablowej
- Dexter
- Battlestar Galactica
- Gwiezdne wrota
- Podkomisarz Brenda Johnson
- Kyle XY
- Ocalić Grace

### Najlepszy miniserial/film telewizyjny
- Family Guy – Blue Harvest
- Battlestar Galactica: Razor
- Firma – CIA
- Fallen
- Mistrzowie science-fiction
- Pada Shrek
- Blaszany bohater

### Najlepszy serial międzynarodowy
- Doktor Who
- Torchwood
- Cape Wrath
- Jekyll
- Życie na Marsie
- Robin Hood

### Najlepszy aktor telewizyjny
- Matthew Fox – Zagubieni
- Matt Dallas – Kyle XY
- Michael C. Hall – Dexter
- Kevin McKidd – Journeyman – podróżnik w czasie
- Edward James Olmos – Battlestar Galactica
- Lee Pace – Gdzie pachną stokrotki

### Najlepsza aktorka telewizyjna
- Jennifer Love Hewitt – Zaklinacz dusz
- Anna Friel – Gdzie pachną stokrotki
- Lena Headey – Terminator: Kroniki Sary Connor
- Holly Hunter – Ocalić Grace
- Evangeline Lilly – Zagubieni
- Kyra Sedgwick – Podkomisarz Brenda Johnson

### Najlepszy drugoplanowy aktor telewizyjny
- Michael Emerson – Zagubieni
- Greg Grunberg – Herosi
- Josh Holloway – Zagubieni
- Erik King – Dexter
- Terry O’Quinn – Zagubieni
- Masi Oka – Herosi

### Najlepsza drugoplanowa aktorka telewizyjna
- Elizabeth Mitchell – Zagubieni
- Summer Glau – Terminator: Kroniki Sary Connor
- Jaimie Alexander – Kyle XY
- Jennifer Carpenter – Dexter
- Jaime Murray – Dexter
- Hayden Panettiere – Herosi

## Nominacje DVD

### Najlepsze DVD
- Gabinet doktora Caligari
- Behind the Mask: The Rise of Leslie Vernon
- Driftwood
- The Man From Earth
- The Nines
- Głosy 2

### Najlepsze DVD w edycji specjanej
- Łowca androidów (5 Disc Ultimate Collector’s Edition)
- Duży (Extended Edition)
- Bliskie spotkania trzeciego stopnia (30th Anniversary – Blu Ray)
- Grindhouse: Death Proof (Grindhouse Presentation: Extended & Unrated)
- Labirynt fauna (Platinum Series)
- Troja (Ultimate Collector’s Edition)

### Najlepsze DVD filmu klasycznego
- Łowcy potworów
- Aligator
- Ciemny kryształ
- Bez twarzy
- Flash Gordon
- Pogromca czarownic

### Najlepsze wydanie kolekcjonerskie DVD
- The Godzilla Collection
- The Mario Bava Collection (Vol. 1 i 2)
- The Sergio Leone Anthology
- The Sonny Chiba Collection
- Stanley Kubrick (Warner Home Video Directors Series)
- Vincent Price (MGM Scream Legends Collection)

### Najlepsze DVD produkcji telewizyjnej
- Zagubieni (sezon 3)
- Eureka (sezon 1)
- Herosi (sezon 1)
- Przekręt (sezony 2 i 3)
- Tajniacy (sezony 4 i 5)
- Planeta Ziemia: The Complete BBC Series

### Najlepsze DVD klasycznej produkcji telewizyjnej
- Miasteczko Twin Peaks (The Definitive Gold Box Edition)
- Przygody młodego Indiany Jonesa
- Count Dracula
- Land of the Giants
- Mission: Impossible (sezony 2 i 3)
- The Wild Wild West (sezony 2 i 3)